# ル・エ・クッカロ・モンフェッラート
ル・エ・クッカロ・モンフェッラート（伊: Lu e Cuccaro Monferrato）は、イタリア共和国ピエモンテ州アレッサンドリア県にある、人口約1,400人の基礎自治体（コムーネ）。
2019年2月1日にルとクッカロ・モンフェッラートが合併して発足した。

## 地理

### 位置・広がり
| 隣接するコムーネは以下の通り。 - カマーニャ・モンフェッラート - コンツァーノ - フビーネ・モンフェッラート - ミラベッロ・モンフェッラート - オッチミアーノ - クアルニェント - サン・サルヴァトーレ・モンフェッラート - ヴィニャーレ・モンフェッラート |

### 地震分類
イタリアの地震リスク階級 (it) では、4 に分類される
。

## 行政

### 分離集落
ル・エ・クッカロ・モンフェッラートには、以下の分離集落（フラツィオーネ）がある。
- Bodelacchi, Borghina, Castagna, Cuccaro Monferrato, Lu (sede comunale), Martini, Trisogli